# Cylisticus nivicomes
Cylisticus nivicomes là một loài chân đều trong họ Cylisticidae. Loài này được miêu tả khoa học năm 1949 bởi Verhoeff.